# Roel Funcken
Roel Funcken ist ein niederländischer Künstler, Musiker und Sounddesigner.

## Leben
Roel Funcken veröffentlichte 2010 sein Solodebüt mit dem Titel Vade auf dem Berliner Label Ad Noiseam. Als Duo zusammen mit seinem Bruder Don Funcken hat er Musik auf Labels wie Djak-Up-Bitch, Schematic, Sublight Records, Neo Ouija, n5MD und anderen veröffentlicht, unter anderem als Funckarma. Im Jahr 2009 starteten die Brüder ihr rein digitales Label Funcken Industry, das einige ihrer anderen Projekte und Ableger beherbergte, darunter Musiker wie die Shadow Huntaz, Scone, Quench, Automotive und Solowerke von Roel.
Obwohl die Zusammenarbeit mit Don Funcken langsam in den Hintergrund gerückt ist (seine Arbeit mit Roel und Cor Bolten als Legiac nicht mitgerechnet), hat Roel weiterhin zahlreiche Veröffentlichungen und ein aktives Engagement in der Community u. a. mit der Kuratierung von Musikfestivals, Mixes und einem exklusiven Slot im Headphone Commute’s Podcast.
Funcken masterte unter dem Pseudonym „Mr. Grid“ unter anderem 2008 Kettels Album Myam James Part I.

## Andere Projekte

### Ausstellungen
- 2024: mit Theresa Baumgartner – SØS Gunver Ryberg / Pan Daijing / Roel Funcken Club Transmediale Berlin[2]

- 2024: mit Vanessa Hafenbrädl – AV Installation „YOUR SCAPES – REGINA“  360° Audio/Video/Glas, Relight-Festival, Regensburg[3]

## Veröffentlichungen

### Alben
- 2010 Vade, Ad Noiseam[4]
- 2012 Mercury Retrograde, Schematic
- 2013 From The Archive, Funcken Industry
- 2014 From The Archive II, Funcken Industry
- 2018 Dear Of The Yog, Touched - Music For Macmillan Cancer Support
- 2020 Dragomane Misinize, Bion Glent Records

### Eps
- 2010 Daze Flextone EP, Eat Concrete
- 2013 Mercury Retrograde (12", EP), Schematic, SCH-096
- 2013 Dreampty, Eat Concrete
- 2014 Duane Morphine Ep, After Affects Rec
- 2018 Sapper Morton EP, Analogical Force
- 2019 Semtinal Convex EP, MethLab Recordings

### Mitwirkungen
- 2004 Cane - Teknotest, Arcola (Sublabel von Warp Records)
- 2005 Mystery Artist - Anger / Qusa, Skam Records
- 2006 Funckarma - Bion Glent (CD, Album) Sublight Records SLR2801

## Mitwirkungen
- 2004 Cane - Teknotest, Arcola (Sublabel von Warp Records)
- 2005 Mystery Artist - Anger / Qusa, Skam Records
- 2006 Funckarma - Bion Glent (CD, Album) Sublight Records SLR2801

## Sonstiges
Funcken lebt in Amsterdam.